# Trichilogaster maideni
Trichilogaster maideni är en stekelart som först beskrevs av Walter Wilson Froggatt 1892.  Trichilogaster maideni ingår i släktet Trichilogaster och familjen puppglanssteklar. Inga underarter finns listade i Catalogue of Life.